# 西城街道 (丹东市)
西城街道，是中华人民共和国辽宁省丹东市振兴区下辖的一个乡镇级行政单位。

## 行政区划
西城街道下辖以下地区：
四道社区、瓦房社区、黄海社区、桥头社区、滨江村和瓦房村。